# اچ‌ام‌اس ایست‌بورن (اف۷۳)
اچ‌ام‌اس ایست‌بورن (اف۷۳) (به انگلیسی: HMS Eastbourne (F73)) یک کشتی بود که طول آن ۳۶۰ فوت (۱۰۹٫۷ متر) بود. این کشتی در سال ۱۹۵۵ ساخته شد.